# Séamus Ó Grianna
Séamus Ó Grianna [ˈʃeːməs ə ˈɟɾʲiən̪ə] (* 17. November 1891 in Rann na Feirste, County Donegal; † 27. November 1969 in Dublin) war ein irischer Schriftsteller, der unter dem Pseudonym Máire veröffentlichte.

## Leben
Séamus Ó Grianna wurde in eine Familie von Dichtern und Geschichtenerzählern in einem Dorf der Gaeltacht na Rosa, eines irischsprachigen Gebiets im County Donegal, geboren. Seine Eltern waren Feidhlimidh Mac Grianna und Máire Eibhlín Néillín Ní Dhomhnaill. Séamus’ Bruder Seosamh Mac Grianna wurde ebenfalls Schriftsteller. Bezüglich der Schreibung der irischen Form ihres Nachnamens (anglisiert Greene) waren sie unterschiedlicher Ansicht, korrekt ist Mac Grianna.
1912–1914 wurde Ó Grianna am St. Patrick’s College in Dublin zum Lehrer ausgebildet und arbeitete in Donegal, Tyrone und Dublin. 1919 wurde er Mitarbeiter des ersten Dáil Éireann und arbeitete als Organisator für das irische Bildungsministerium. Nach dem Anglo-Irischen Vertrag 1921 stellte er sich auf die Seite der republikanischen Vertragsgegner und wurde für zwei Jahre inhaftiert.
1932, nachdem die erste Fianna-Fáil-Regierung die Amtsgeschäfte übernahm, wurde er wieder in den Staatsdienst übernommen.
Seine Schriftstellerlaufbahn begann mit den Romanen Mo Dhá Róisín („Meine zwei Röschen“, 1921) und Caisleán Óir („Goldburg“, 1924). Er schrieb anschließend vor allem Kurzgeschichten, die erfolgreicher waren. Die erste Geschichtensammlung Cith is Dealán („Regen und Sonnenschein“) erschien 1926 und wurde von der Kritik positiv aufgenommen und er veröffentlichte weitere Bände, welche sich vornehmlich mit dem Leben seiner Heimatregion beschäftigten. Seine Autobiographie Saol Corrach („ein unstetes Leben“) erschien 1945. Er war einer der einflussreichsten und meistgelesenen Gaeltacht-Schriftsteller des 20. Jahrhunderts.
Séamus Ó Griannas Roman Caisleáin Óir war Grundlage eines Musicals von Leslie Long, Kathleen Ruddy und Phil Dalton und wurde 2000 am Theater Amharclann an Ghrianáin in Letterkenny uraufgeführt.
Neben eigenen Werken arbeitete Ó Grianna vor allem als Übersetzer englischer und französischer Werke ins Irische.

## Werke

### Romane
- Caisleáin Óir („Goldburg“), Mercier Press, Dublin, 1994
- An Sean-Teach („das alte Haus“), Oifig an tSoláthair, Dublin, 1968
- Tairngreacht Mhiseoige („Phrophezeiung eines Mädchens“), An Gúm, Dublin, 1995

### Autobiographien
- Saol Corrach (alte Orthographie: Saoghal Corrach; „ein unstetes Leben“), 1945
- Nuair a Bhí Mé Óg („Als ich jung war“), Mercier Press, Dublin und Cork, 1986

### Kurzgeschichten
- Cith is Dealán („Regen und Sonnenschein“), Mercier Press, Dublin und Cork, 1994
- Cora Cinniúna 1-2 („Schicksalswendungen“, zwei Bände), An Gúm, Dublin, 1993
- Cúl le Muir agus scéalta eile („Rücken zum Meer und andere Geschichten“), Oifig an tSoláthair, Dublin, 1961 (Kurzgeschichten)

### Sammlungen journalistischer und literarischer Arbeiten
- Castar na Daoine ar a Chéile. Scríbhinní Mháire 1 („Menschen treffen einander. Schriften Máires 1“), hrsg. von Nollaig Mac Congáil, Coiscéim, Dublin, 2002
- Na Blianta Corracha. Scríbhinní Mháire 2 („die unsteten Jahre. Schriften Máires 2“), hrsg. von Nollaig Mac Congáil, Coiscéim, Dublin, 2003